# Nalbantichthys elongatus
Nalbantichthys elongatus, es una especie de pez actinopeterigio marino, la única del género monotípico Nalbantichthys de la familia de los zoárcidos.

## Morfología
Solo se conocen de esta especie tres especímenes recolectados en la misma zona del mar de Bering, de los que se deduce una forma del cuerpo característica de la familia muy alargada, con una longitud máxima descrita de cm.

## Distribución y hábitat
Se distribuye como endemismo por la parte sur-central del mar de Bering, al norte del océano Pacífico. Son peces de marina de comportamiento batipelágico y demersal, que prefieren aguas profundas entre los 300 m y 520 m de profundidad.